# Birtha (bướm đêm)
Birtha  là một chi bướm đêm thuộc họ Erebidae.